# Porricondyla acanthopanaci
Porricondyla acanthopanaci är en tvåvingeart som först beskrevs av Shinji 1942.  Porricondyla acanthopanaci ingår i släktet Porricondyla och familjen gallmyggor. Inga underarter finns listade i Catalogue of Life.